# کالویلان
کالویلان (به لاتین: Kalvilan) یک منطقهٔ مسکونی در سری‌لانکا است که در ناحیه مولایتیوو واقع شده‌است.